# Крістоффер Зеттерстранд
Крістоффер Зеттерстранд (нар. 27 вересня 1973, Стокгольм, Швеція) — шведський сюрреалістичний художник.

## Освіта і робота
Крістоффер Зеттерстранд навчався в Королівському університетському коледжі образотворчих мистецтв у Стокгольмі та на факультеті красних мистецтв у Мадриді. У роботах Зеттерстранда відчувається вплив як класичного мистецтва, так і мистецтва епохи Відродження, а також комп'ютерної графіки та 3D-моделювання. Його дебютна виставка у 2002 році складалася зі збірок для гри Counter-Strike. У 2010 році Маркус Перссон додав деякі картини Зеттерстранда у свою головну назву Minecraft, пісочницю та симулятор виживання на основі Infiniminer, і відтоді картини стали культовою частиною гри. Його картини часто базуються на віртуальних натюрмортах і сценографії, виліплених у 3D-додатках, і він розширив свої джерела зображень, включивши старовинні фотографії та зображення.

## Нагороди
У 2008 році Зеттерстранд отримав грант на резиденцію художника IASPIS. У 2012 році він отримав премію Marianne & Sigvard Bernadotte Art Award. У 2013 році він був нагороджений Stora Kakelpriset, щорічною нагородою за найбільш інноваційне використання плитки чи кераміки в будівництві у Швеції, за його мозаїку Ager Medicinae (Медичний ландшафт). Робота 340 квадратних метрів (3 700 фут2) і був замовлений для зовнішнього вигляду гаража в лікарні Нового Каролінського університету в Сольні. Він зображує приблизну хронологію розвитку медицини в піксельному стилі.

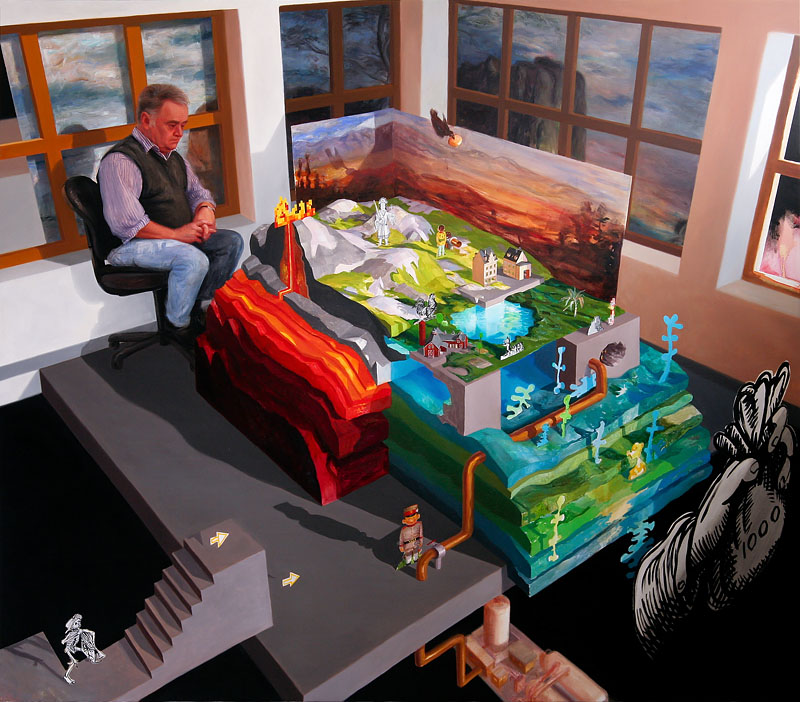
Гра, 2009
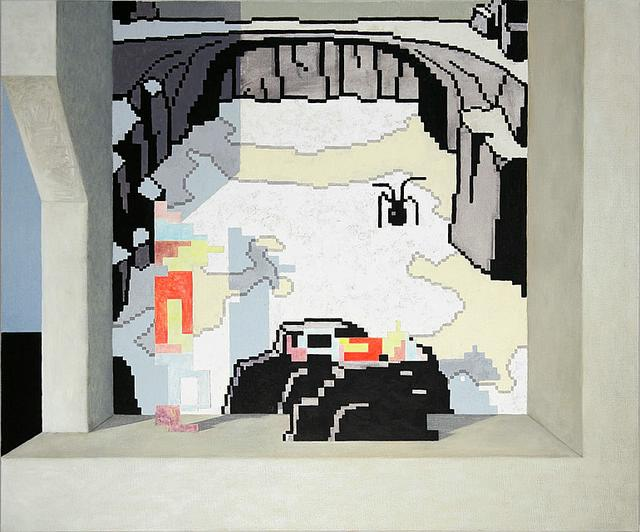
Сцена створена, 2006 рік
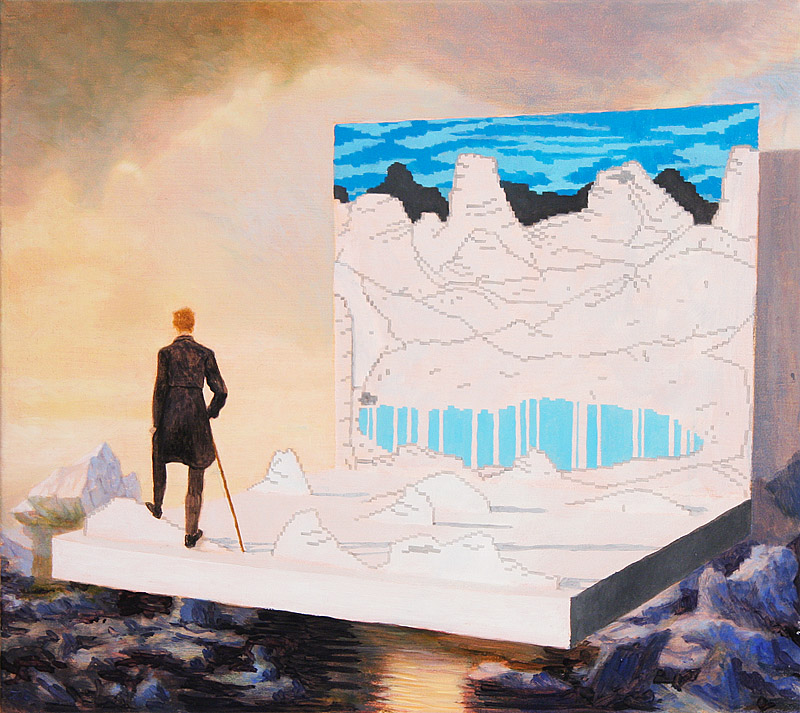
Мандрівник, 2008
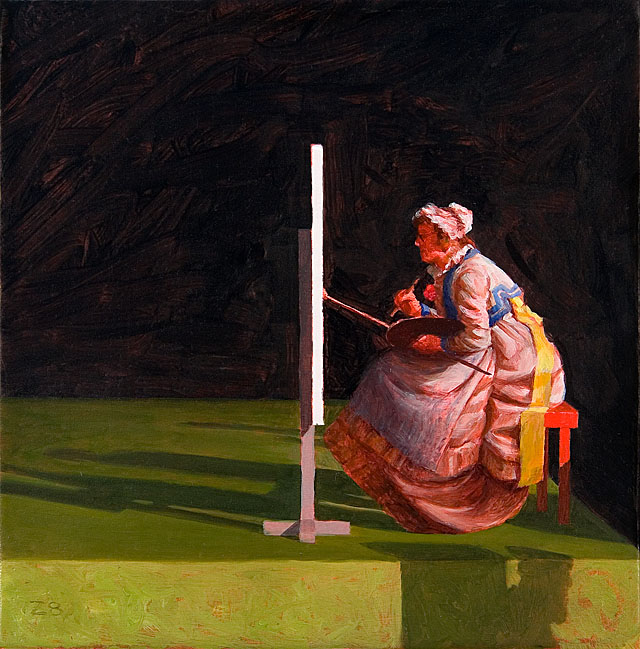
Майстер, 2008
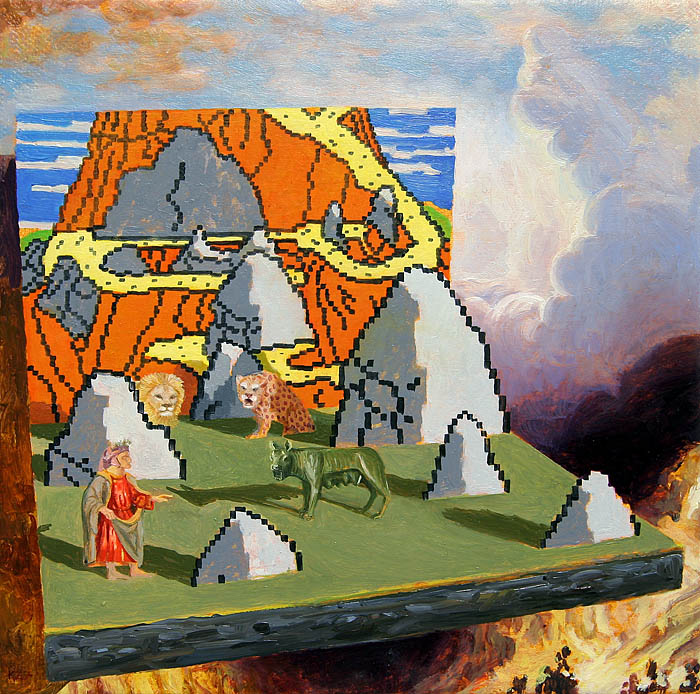
Данте і три звірі, 2007
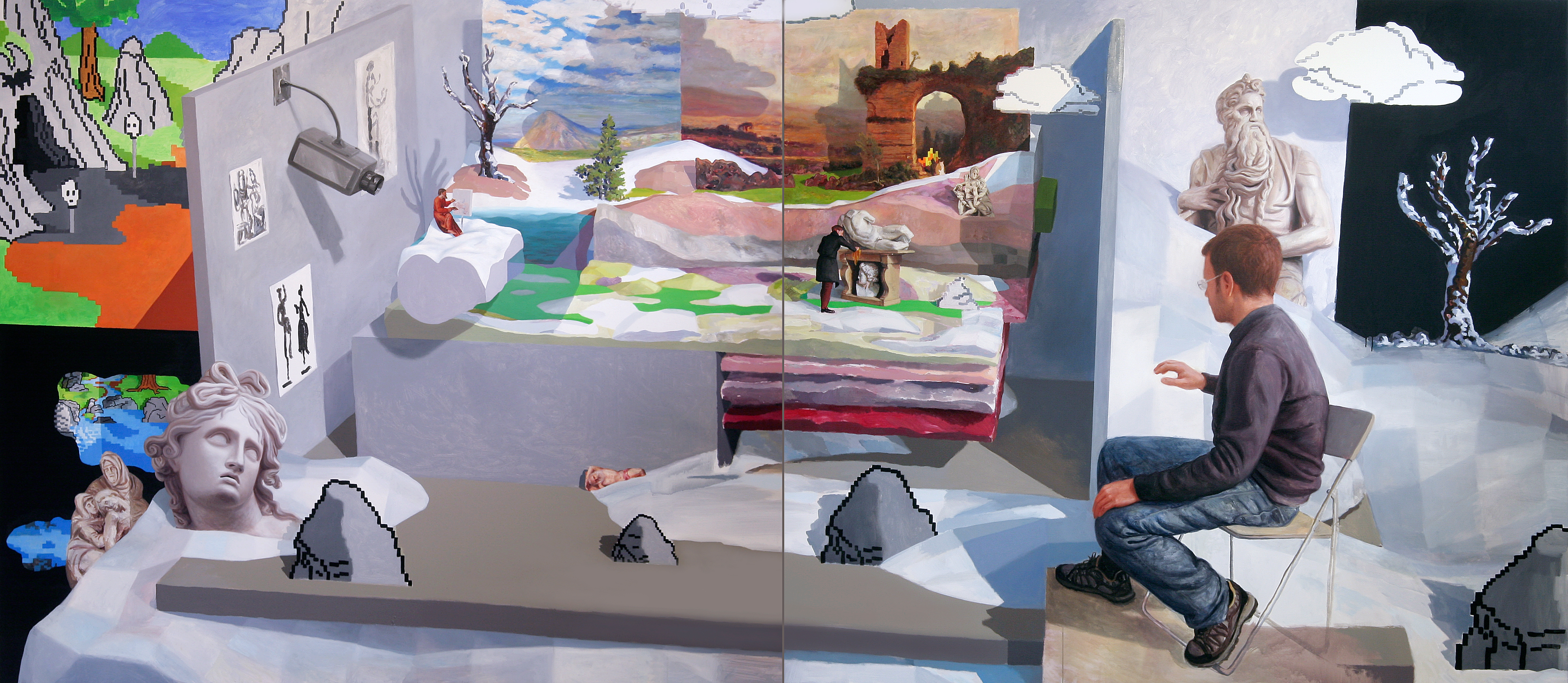
Відлига, 2008
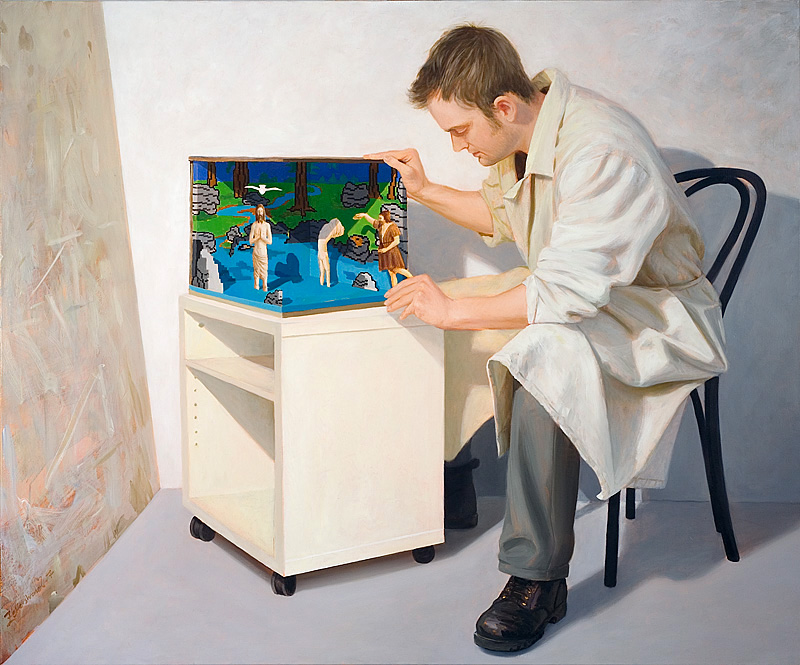
Художник і натюрморт, 2007
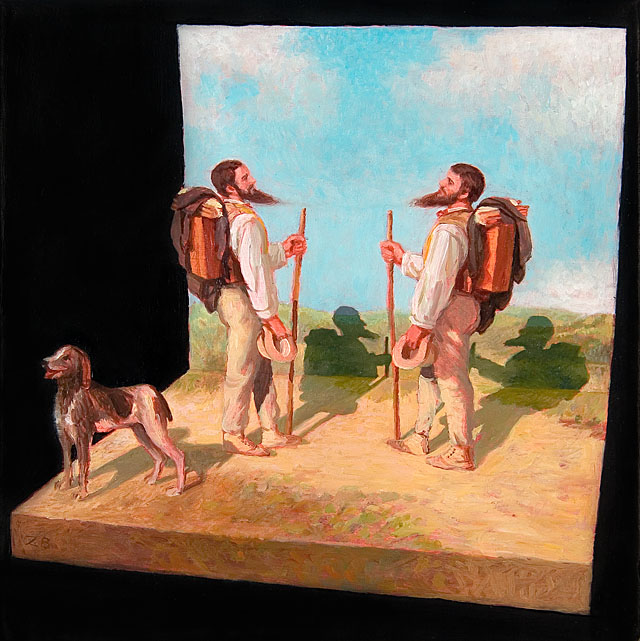
Bonjour Monsieur Courbet, 2008
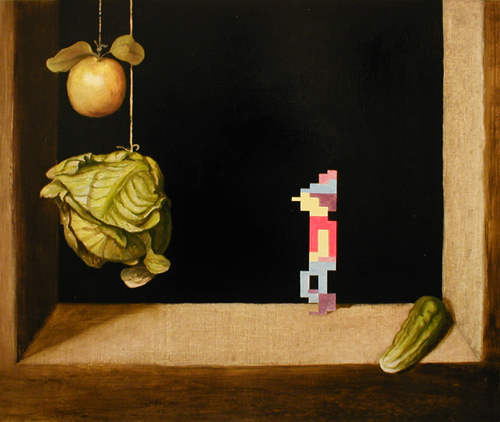
Грем, 2003